# Thomas Chambers
Thomas Chambers (Whitby, 11 dicembre 1808 – Whitby, 24 novembre 1869) è stato un pittore inglese, naturalizzato statunitense nel 1834, generalmente classificato come primitivista.

## Biografia
Figlio di un marinanio mercantile e di una lavandia, poco si conosce circa la sua educazione artistica, se non che lavorò con suo fratello George, pittore autodidatta apprezzato per i soggetti marini.
Nel 1832 emigrò negli Stati Uniti, a New Orleans, dove fece domanda per ottenere la naturalizzazione. Dal 1834 al 1843 apparve nell'albo dei pittori e restauratori di New York.
Dopo un periodo a Boston (1843-1851), si trasferì ad Albany, prima di tornare a New York intorno al 1857. Nel 1866 fece ritorno in Inghilterra: indigente e con gravi problemi fisici, trovò ricovero in un istituto religioso, dove morì nel 1869.

## Fortuna critica
Nessuna delle opere di Chambers è stata esposta durante la vita dell'artista e il suo nome rimase praticamente misconosciuto fino al 1942, quando la scoperta di uno dei rarissimi dipinti firmati (La Constitution e la Guerriere, oggi esposto al MET di New York) permise di ricollegare alla sua mano un gran numero di sgargianti dipinti marini e di paesaggi della metà del XIX secolo, in precedenza non attribuiti. Oltre sessantacinque dipinti sono stati identificati come suoi e molti altri sono stati provvisoriamente attribuiti. Molte delle sue opere sono vagamente basate su stampe di altri artisti, in particolare William Henry Bartlett, ma è evidente che ha dipinto anche en plein air. Risulta che abbia realizzato anche ritratti, ma nessuno è stato sino ad ora identificato.
Lo stesso anno, 1942, fu allestita la prima mostra personale alla Macbeth Gallery di New York. Da allora, i suoi lavori si sono guadagnati rapidamente un posto nelle molte collezioni di arte popolare americana: lo stile espressivo di gusto avanguardista e l'audace sensibilità decorativa ha portato la critica a definire Chambers come il primo moderno americano.

## Galleria d'immagini

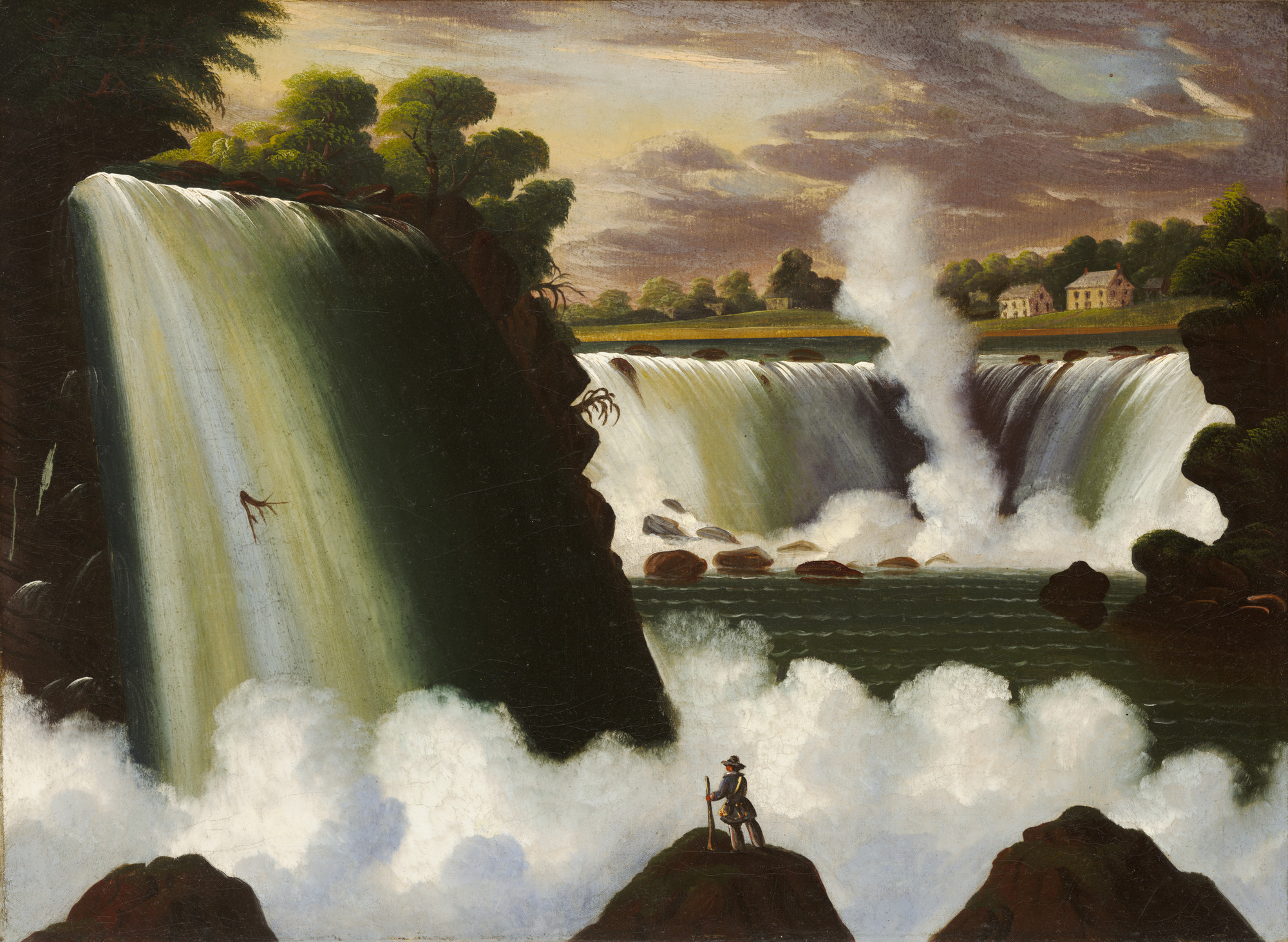
Cascate del Niagara (1843), Wadsworth Atheneum, Hartford
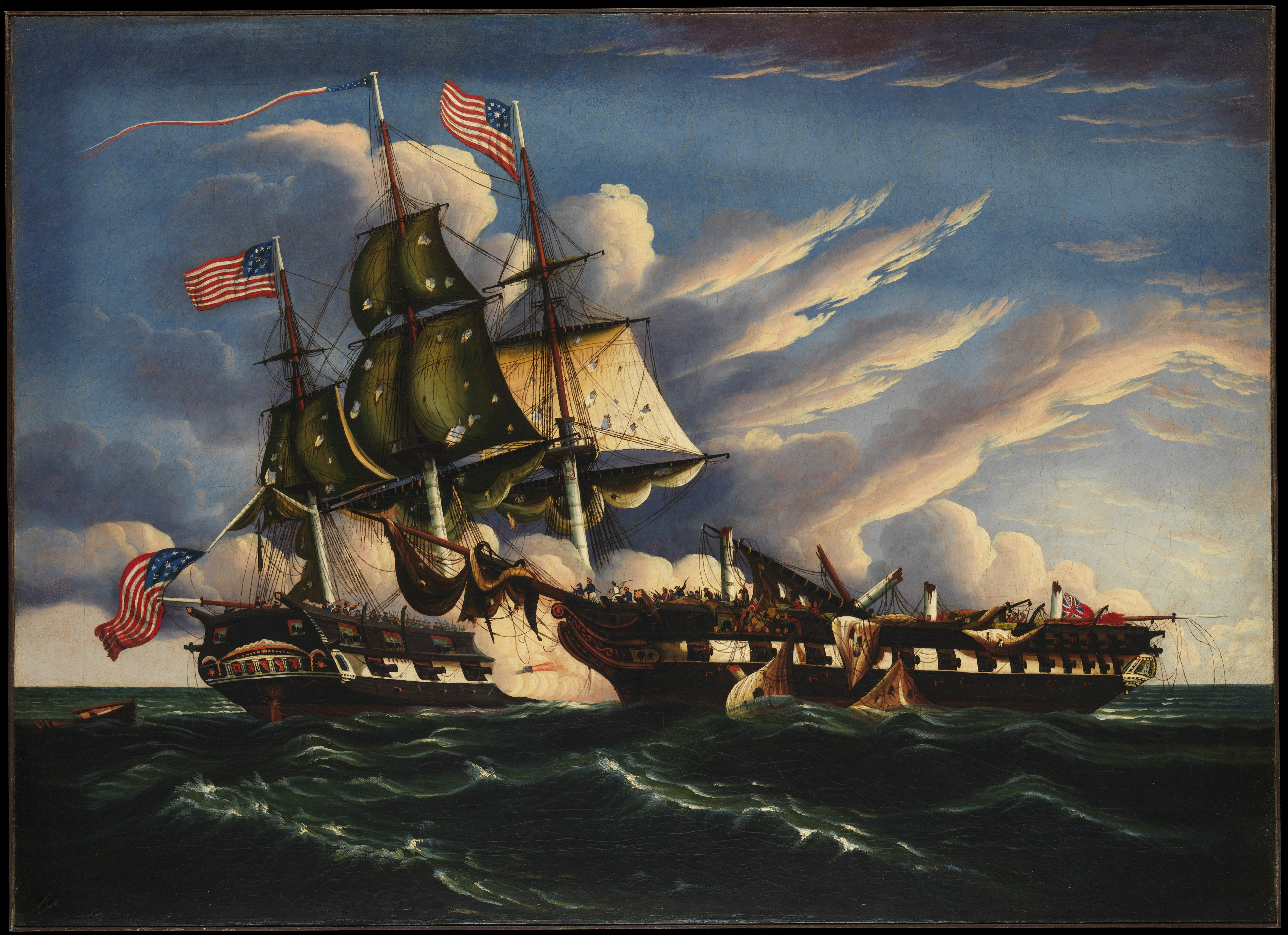
La Constitution e la Guerriere (1845), MET, New York
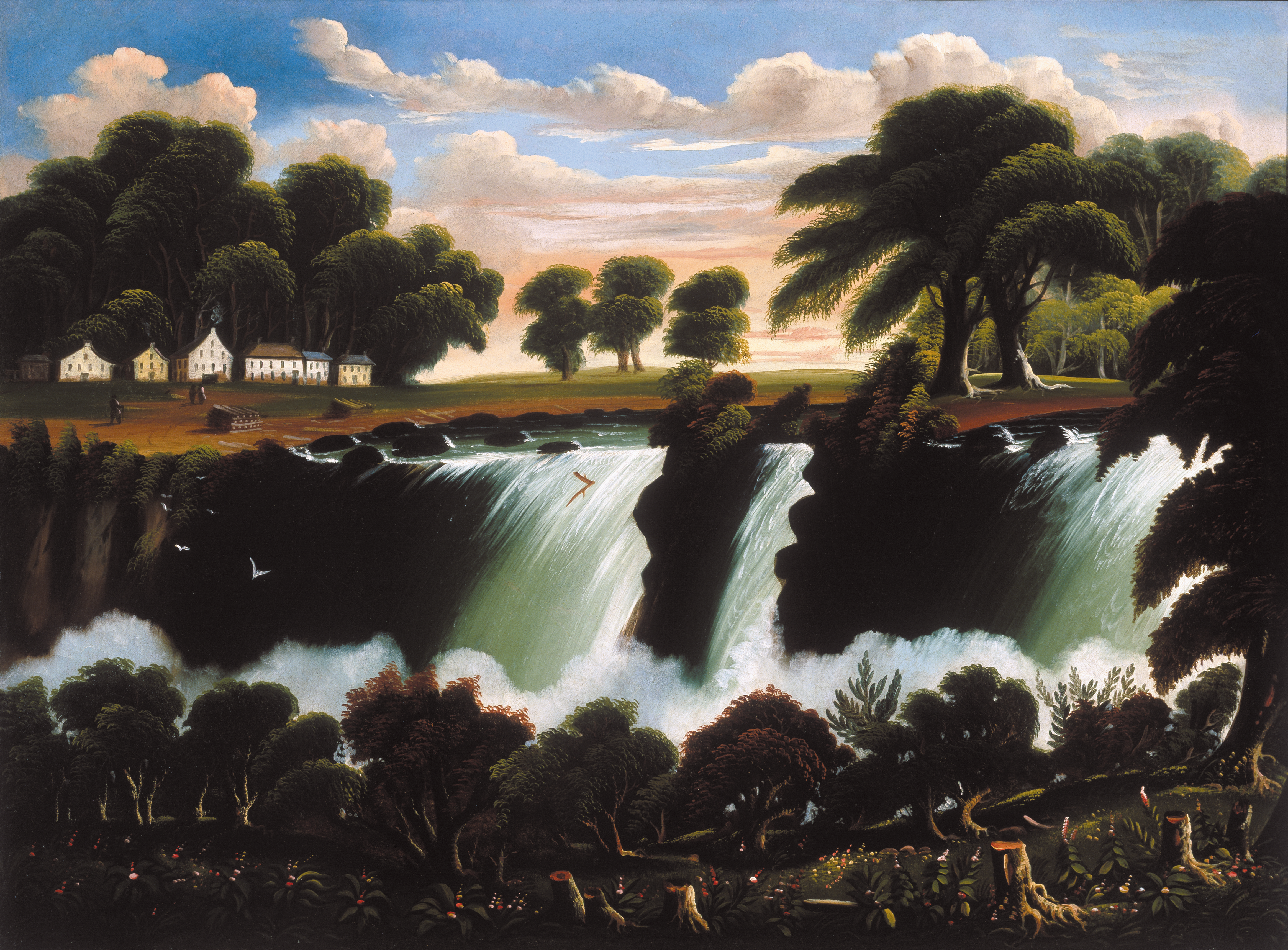
Cascate del Genesee, (1846) Albright-Knox Art Gallery, Buffalo
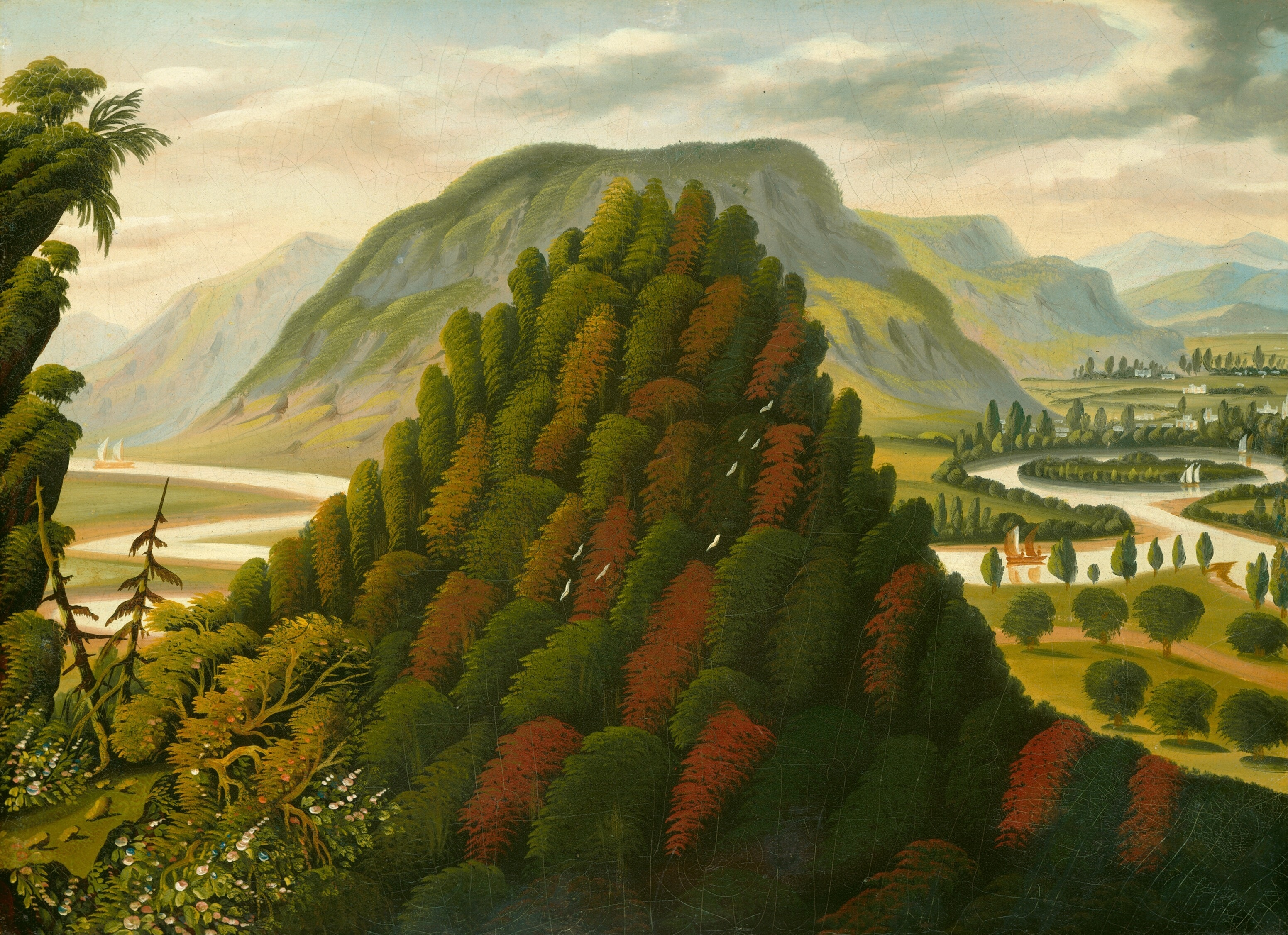
Connecticut Valley (1850), National Gallery of Art, Washington
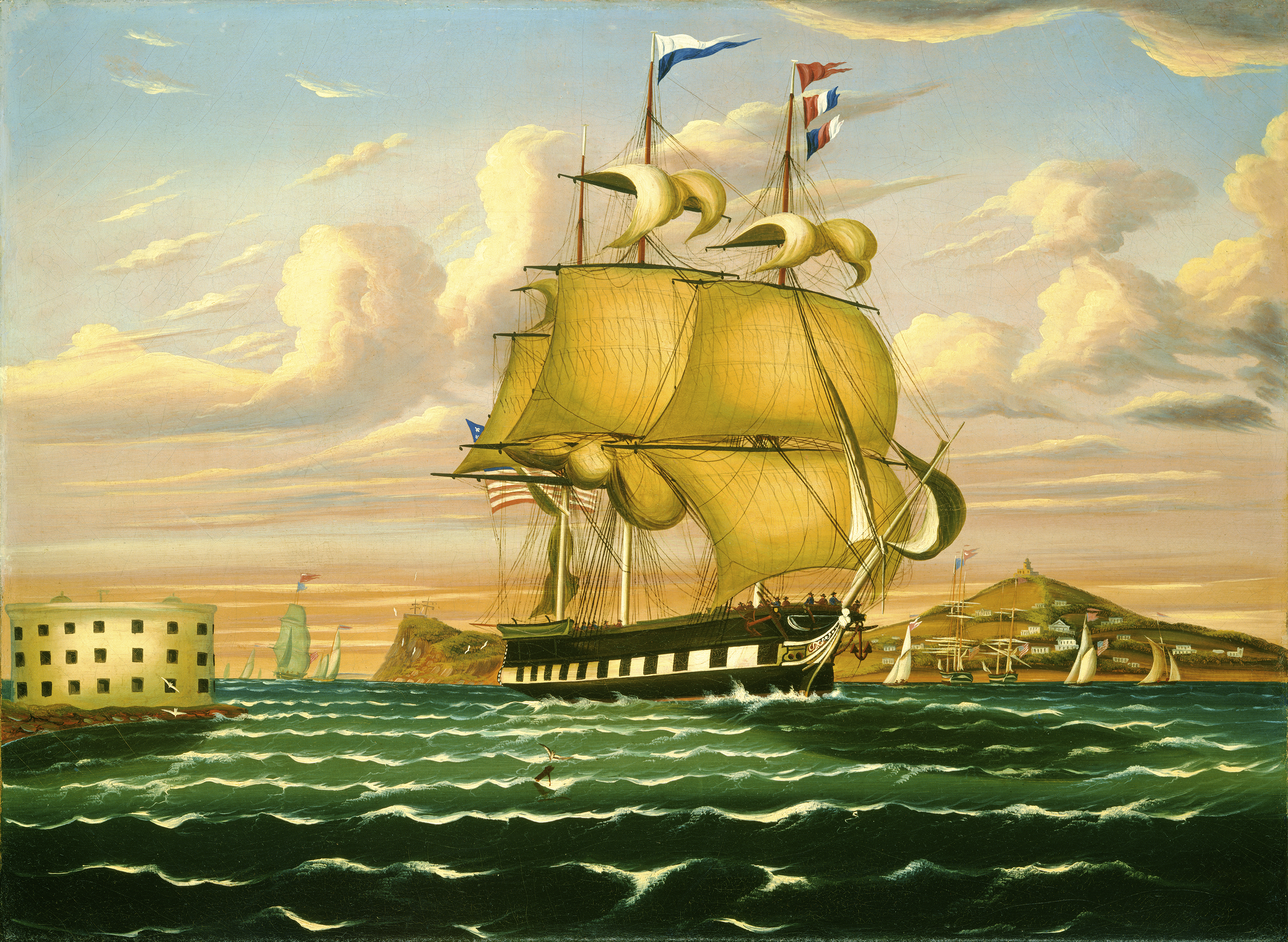
Veliero davanti a Castle Williams, nel porto di New York (1850), National Gallery of Art, Washington
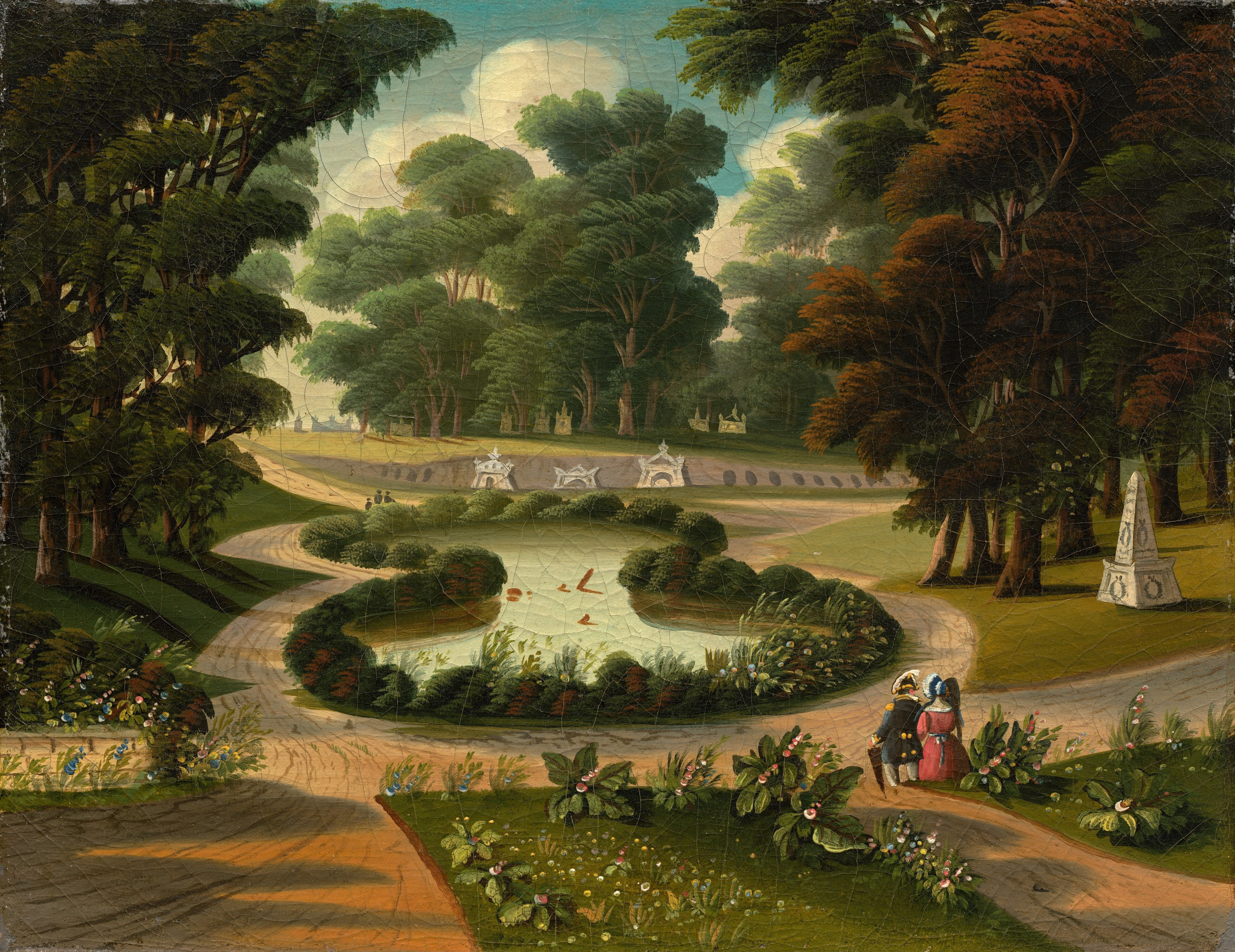
Il cimitero di Mount Auburn (1850), National Gallery of Art, Washington
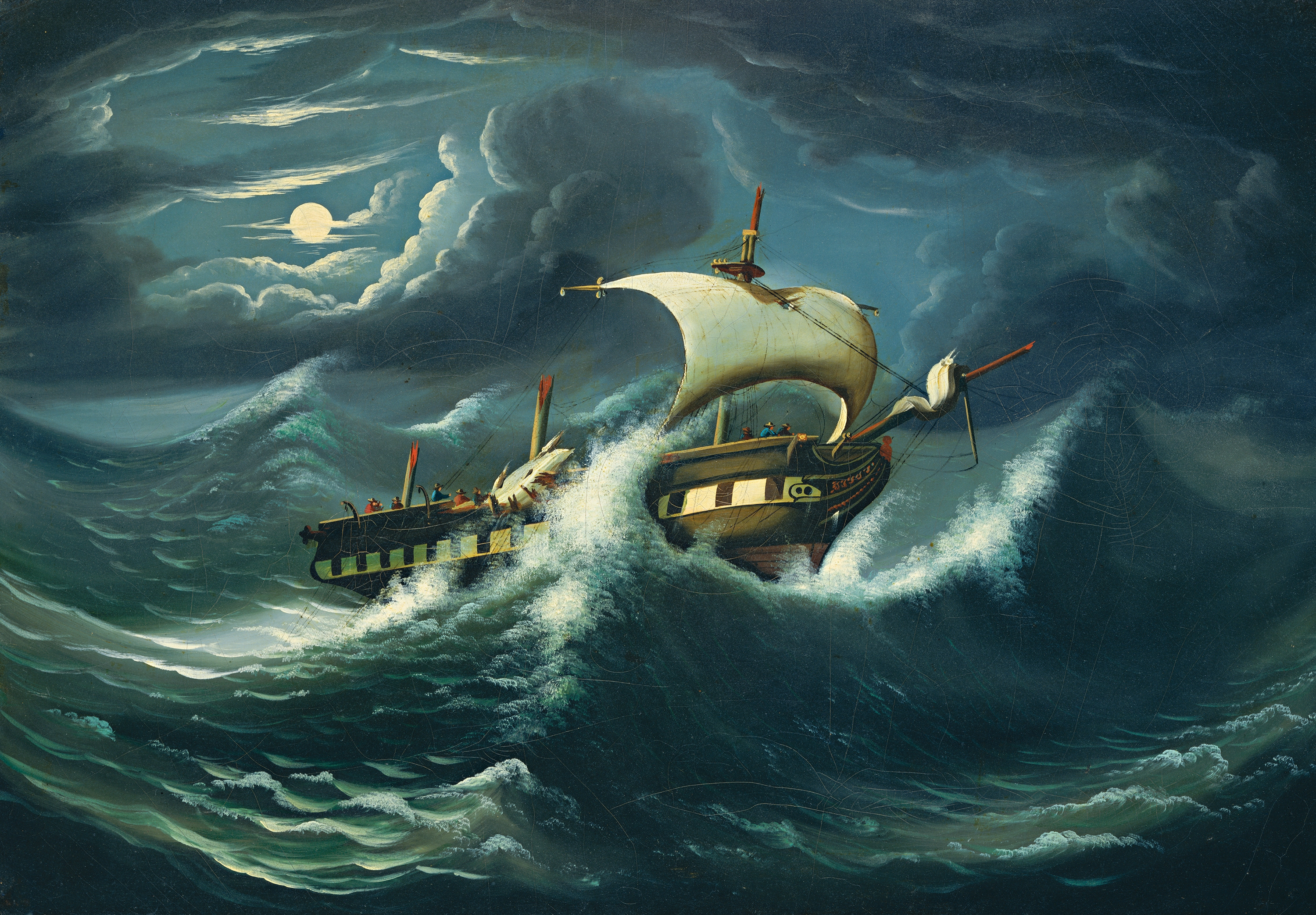
Fregata nella tempesta (1850), National Gallery of Art,  Washington
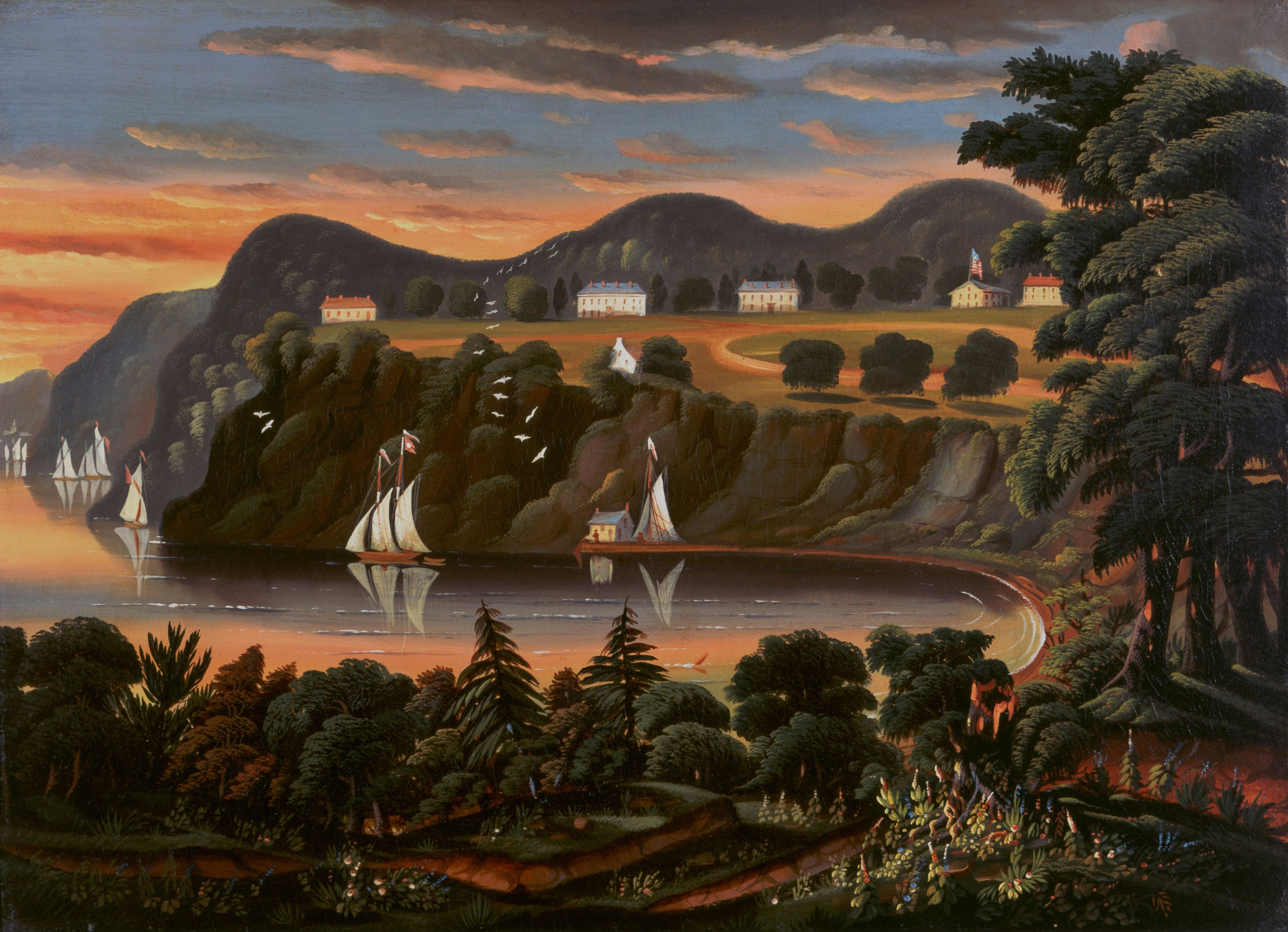
Il fiume Hudson da West Point (1855), Albany Institute of History & Art, Albany
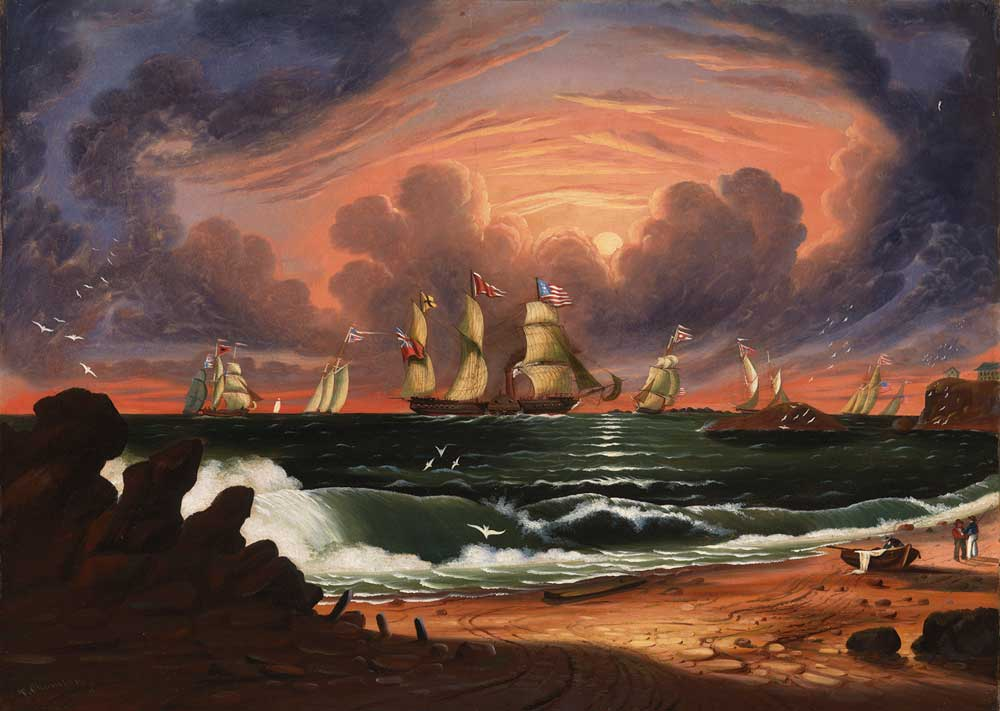
Tramonto a Nahant (1862), American Folk Art Museum, New York
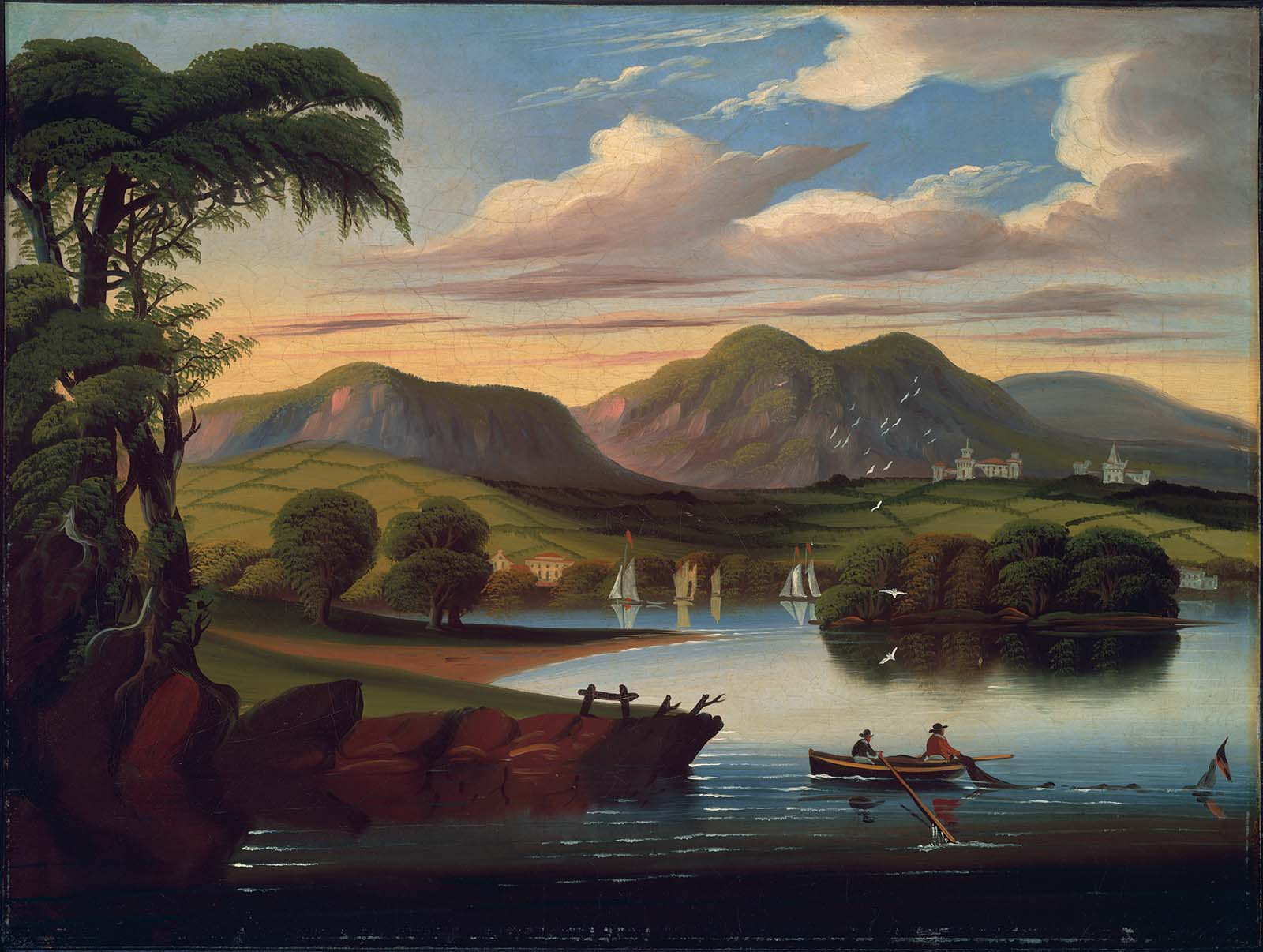
A pesca con la rete d'estate, National Gallery of Art,  Washington